# Expedição dos rus' na Paflagônia

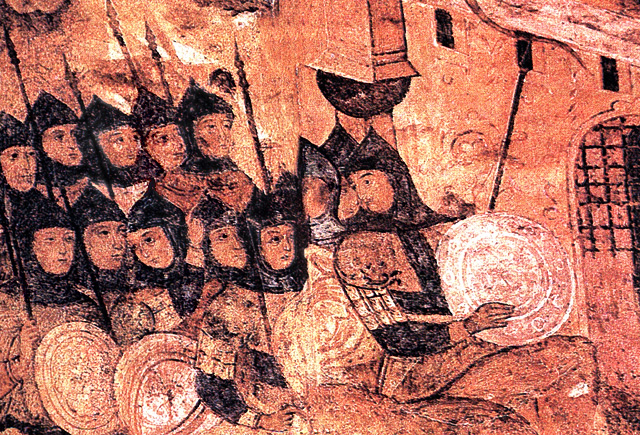
Rus' nas muralhas de Tsargrado

A Expedição dos rus' na Paflagônia foi uma ofensiva militar dos rus' à cidades às margens do Propôntida. Ela marcou o primeiro contato conhecido entre os rus' e o Império Bizantino. A data é disputada assim como a afirmação de que esta expedição seria distinta da Guerra rus'-bizantina (860).

## A expedição
O raide está documentado na Vida de São Jorge de Amástris, um hagiografia que descreve o povo rus' como "o povo conhecido de todos por sua barbaridade, ferocidade e crueldade". De acordo com o texto, eles atacaram Propôntida (provavelmente tentando chegar em Constantinopla) antes de se voltaram para o leste e invadirem a Paflagônia em algum momento após a morte de São Jorge (c. 806). Quando eles atacaram Amástris, a intervenção de São Jorge teria ajudado os habitantes a sobreviverem. Este relato é considerado o primeiro a tratar da migração dos rus' para o sudeste da Europa. Apenas em relatos posteriores e duvidosos que os rus' teriam chegado até as fronteiras bizantinas antes da expedição paflagônia. Notadamente, a Vida de Santo Estêvão de Sugdea, um texto eslavônico do século XV, relata a invasão liderada por um tal Bravlin dos rus', que supostamente teria devastado a Crimeia na década de 790, um relato que não aparece na versão grega da obra.

## Data da expedição
É óbvio que datar corretamente a Vida é de importância fundamental para datar a expedição paflagônia. Infelizmente, a obra - ou partes dela - tem sido alternativamente atribuída ao século IX ou X e a questão ainda parece estar longe de uma resolução. Vasily Vasilievsky, que foi o primeiro a publicar o texto em 1893, atribuiu-o a Inácio, o Diácono (c. 775 - ca. 848). Assim, ele acreditava que o ataque teria ocorrido durante o período do iconoclasma (antes de 842), datando-o entre os anos de 825 e 830. Alexander Vasiliev lembrou que o cuidado do imperador bizantino Teófilo em prover aos rus', que de alguma forma teriam chegado a Constantinopla (ca. 838), com um salvo-conduto através das terras francas pela sua embaixada a Luís, o Piedoso em 839, como atestado pelos "Anais de São Bertin", é inconsistente com a assunção de que o raide, naquele momento, já teria ocorrido. Assim, rejeitando os argumentos de Vasilievsky sobre a autoria e a data da obra, ele identificou a expedição paflagônia descrita na Vida com o raide que alcançou Constantinopla em 860. Constantine Zuckerman, porém, defende uma data mais recente para o saque de Amástris, na década de 830, e mantém que a embaixada de 838 dos rus' em Constantinopla, como relatada na mesma entrada dos "Anais de São Bertin", como sendo uma tentativa de negociar a paz com Bizâncio. Alguns acadêmicos acreditam que o raide teria ocorrido em datas tão antigas quanto 818 ou 819, enquanto que outros, mesmo defendendo a autoria de Inácio da Vida, defenderam uma hipótese interessante - e não comprovada - de que o raide teria ocorrido após os combates de 860. Por fim, há ainda quem defenda, inclusive o próprio Vasiliev em sua obra mais recente, uma data ainda mais recente para a Vida e, assim, defendem que a expedição paflagônia teria ocorrido como parte do ataque de 941. 